# Памела Джелімо
Памела Джелімо  (англ. Pamela Jelimo, 5 грудня 1989) — кенійська легкоатлетка, олімпійська чемпіонка.

## Виступи на Олімпіадах
| Олімпіада  | Дисципліна        | Місце |
| ---------- | ----------------- | ----- |
| Пекін 2008 | біг на 800 метрів | 1     |